# Штирійська пантера
Штирійська пантера (нім. Steirische Panther) — срібна пантера з червоним озброєнням, рогами і полум'ям з пащі, на зеленому щиті. Герб і гербова фігура Штирійської марки, Штирійського герцогства й землі Штирія. Вперше фіксується від 1160 року на печатці маркграфа Штирійського Оттокара ІІІ як герб дому Трауенгауерів. Після підвищення маркграфства до герцогства в 1180 році пантера стала його гербом. Використовується на територіальних гербах міст Штирії — Ґраца, Штайра, а також емблематиці штирійських підприємств.

## Галерея

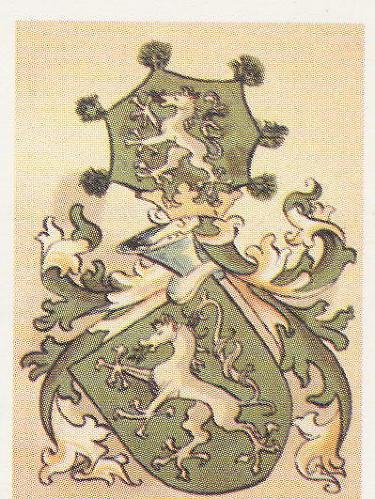
Штирія 1445/1448
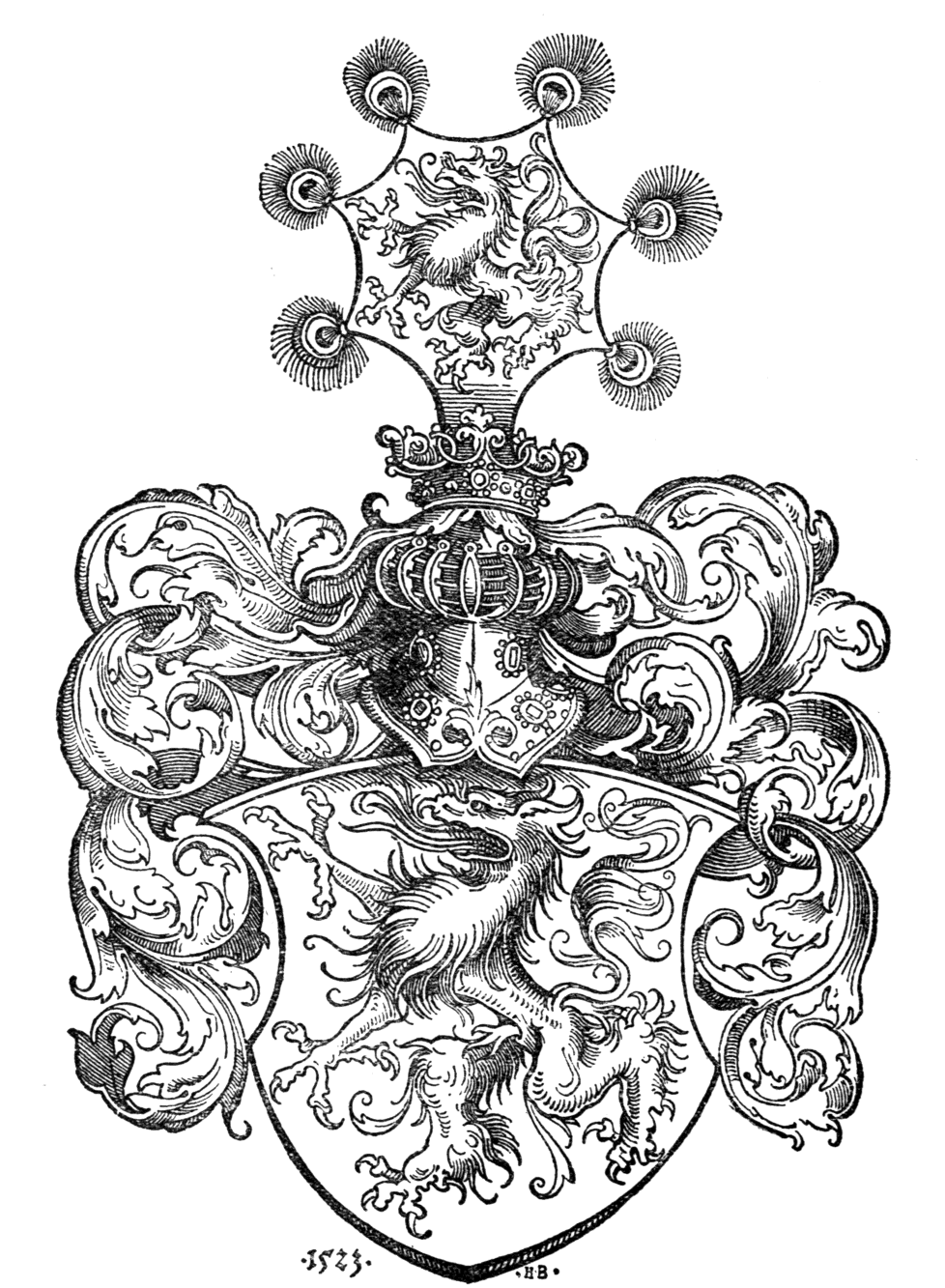
Штирія 1523
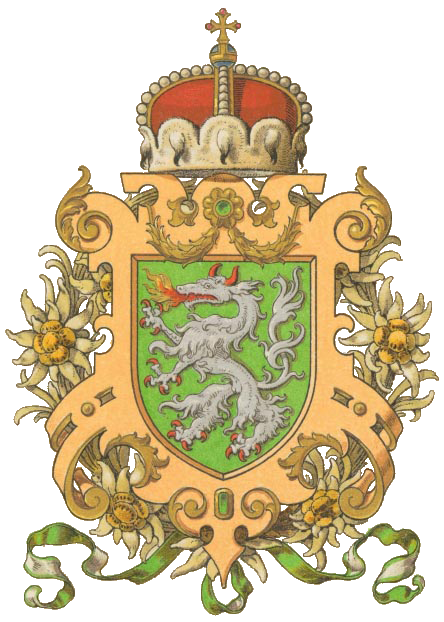
Штирія 1890
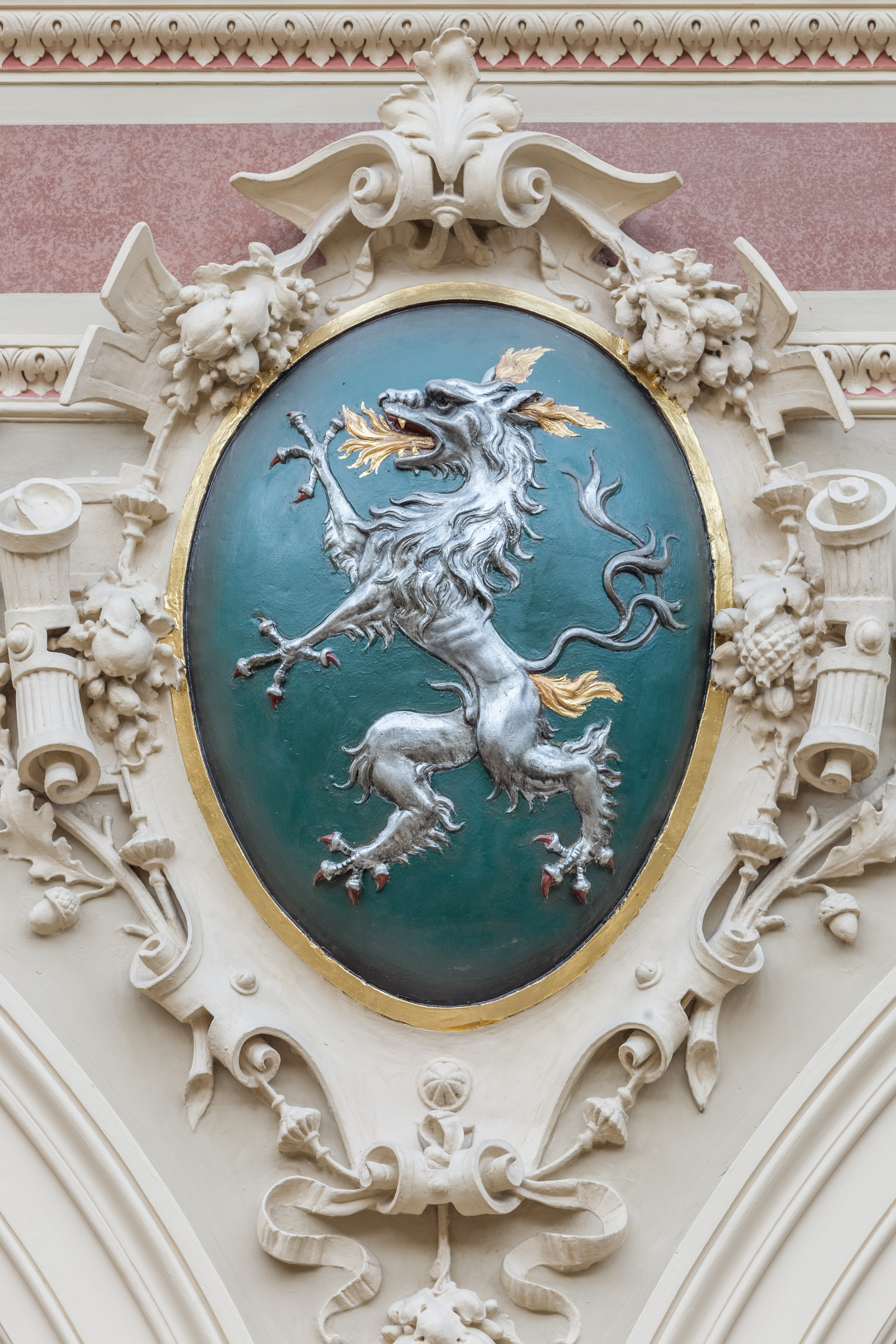
Штирія
Штирія земельний герб
Ґрац
Штайр
Енс
Медлінг